# Cataulacus lujae
Cataulacus lujae é uma espécie de formiga do gênero Cataulacus, pertencente à subfamília Myrmicinae.